# Еленков, Лучезар
Лучезар Георгиев Еленков (болг. Лъчезар Еленков; 21 июля 1936, Горни-Лом, Третье Болгарское царство — 6 сентября 2020, София, Болгария) — болгарский поэт, прозаик, публицист, редактор, общественный деятель, дипломат, лауреат Димитровской премии. Народный деятель культуры Болгарии. Почётный гражданин города Белоградчик.

## Биография
Окончил Московский нефтяной институт, изучал болгарскую филологию в Софийском университете.
Работал главным редактором ряда болгарских журналов и газет (в том числе, журнал «Дружба», «Славянски вестник», «Български писател», а также на Радио София. С 1976 по 1980 год был секретарём и генеральным секретарём (1980—1988) Союза болгарских писателей. Дипломат (в ранге полномочного министра) занимал пост директора Болгарского культурно-информационного центра в Москве (1988). В течение 20 лет был главным редактором еженедельника Союза антифашистов Болгарии «Жарава». Член Перуанской академии языка. Лауреат многих премий, в том числе Национальной премии по литературе ЦК ДКМС, премии по литературе Международного фонда «Георгий Димитров» /Димитровская премия/ и премии журнала «Молодая гвардия» (Москва0, литературной премии «Гео Милев», премий «Михалаки Георгиев» и «Иван Нивианин».
Дебютировал в 1967 году со сборником стихов «Отвесни градове», привлекшим внимание литературных кругов. Поэт-соцреалист. Автор 40 поэтических сборников и публицистики. Его книги переведены и изданы во многих странах мира (в России, Турции, Индии, Испании, Чехии и др.).
Внёс значительный вклад в популяризацию болгарской литературы и культуры в СССР. Вместе с советскими писателями Валентином Распутиным и Владимиром Крупиным инициировал создание общественного комитета, который взялся за сооружение памятника святым братьям Кириллу и Мефодию в Москве, а также памятника Христо Ботеву в селе Задунаевка, Арцизского района Одесской области Украины.
Умер от рака лёгкого.

## Награды
- Орден «Кирилл и Мефодий» 1- й степени,
- Орден «Красное Знамя Труда» 1-й степени,
- Орден Народной Республики Болгария 1-й степени
- Орден «Стара-планина» 1-й степени,
- многочисленные медали